# Kosovo KS11
Kosovo KS11 var namnet på den 11:e svenska kontingenten i Kosovo; en fredsbevarande enhet som Sverige skickade till Kosovo. 11:e svenska kontingenten Kosovo bestod av strax över 300 män och kvinnor.
Den största delen av personalen var grupperad vid Camp Victoria, i Hajvalia utanför Pristina.

## Förbandsdelar
- Kontingentschef: Överstelöjtnant Lars Lindén
- B-Coy (mekaniserat skyttekompani): Chef Mj Jonsson
- NSE: